# زیردریایی یو-۳۱۵
زیردریایی یو-۳۱۵ (به انگلیسی: German submarine U-315) یک زیردریایی بود که طول آن ۶۷٫۱ متر (۲۲۰ فوت ۲ اینچ) بود. این زیردریایی در سال ۱۹۴۳ ساخته شد.